# 薬師通 (名古屋市)
薬師通（やくしとおり、やくしどおり）は、愛知県名古屋市南区の地名。現行行政地名は薬師通1丁目および薬師通2丁目。住居表示未実施。

## 地理
名古屋市南区北部に位置する。東は呼続町、南は曽池町・大磯通・北内町、北は汐田町・大磯通・岩戸町に接していたが、1988年及び1990年の住居表示実施に伴い、東は呼続、南は曽池町・大磯通・北内町、西は豊、北は汐田町・岩戸町と接している。

## 歴史

### 町名の由来
呼続町の字薬師および字下薬師に由来する。

### 沿革
- 1949年（昭和24年）8月18日 - 南区呼続町の一部により、同区薬師通として成立する[1]。
- 1988年（昭和63年）8月1日 - 一部が呼続三丁目[4]・岩戸町・汐田町[4]にそれぞれ編入される。
- 1990年（平成2年）11月26日 - 一部が呼続四丁目および呼続五丁目にそれぞれ編入される[4]。

## 世帯数と人口
2019年（平成31年）4月1日現在の世帯数と人口は以下の通りである。
| 町丁   | 世帯数 | 人口  |
| ------ | ------ | ----- |
| 薬師通 | 68世帯 | 126人 |

### 人口の変遷
国勢調査による人口の推移
| 2000年（平成12年） | 152人 | [ WEB 6 ] |  |
| 2005年（平成17年） | 128人 | [ WEB 7 ] |  |
| 2010年（平成22年） | 114人 | [ WEB 8 ] |  |
| 2015年（平成27年） | 126人 | [ WEB 9 ] |  |

## 学区
市立小・中学校に通う場合、学校等は以下の通りとなる。また、公立高等学校に通う場合の学区は以下の通りとなる。
| 番・番地等 | 小学校               | 中学校               | 高等学校 |
| ---------- | -------------------- | -------------------- | -------- |
| 全域       | 名古屋市立大磯小学校 | 名古屋市立新郊中学校 | 尾張学区 |

## 交通
- 愛知県道222号緑瑞穂線（旧東海道）[2]

## 施設
- 名古屋市立新郊中学校[2]
- NTT笠寺電報電話局[2]
- 愛知県警察南警察署薬師通交番[2]
- 半田信用金庫名古屋南支店[2]

## その他

### 日本郵便
- 郵便番号 : 457-0041[WEB 3]（集配局：名古屋南郵便局[WEB 12]）。

### WEB
1. 1 2  “愛知県名古屋市南区の町丁・字一覧”.   人口統計ラボ. 2017年10月7日閲覧。
2. 1 2  “町・丁目(大字)別、年齢(10歳階級)別公簿人口(全市・区別)”.   名古屋市 (2019年4月22日). 2019年4月23日閲覧。
3. 1 2  “郵便番号”.  日本郵便. 2019年3月17日閲覧。
4. ↑  “市外局番の一覧”.   総務省. 2019年1月6日閲覧。
5. 1 2  名古屋市役所市民経済局地域振興部住民課町名表示係 (2015年10月21日). “南区の町名一覧”.   名古屋市. 2017年10月7日閲覧。
6. ↑  名古屋市役所総務局企画部統計課統計係 (2005年7月1日). “（刊行物）名古屋の町(大字)・丁目別人口 (平成12年国勢調査) 南区” (XLS). 2017年10月8日閲覧。
7. ↑  名古屋市役所総務局企画部統計課統計係 (2007年6月29日). “平成17年国勢調査　名古屋の町(大字)別・年齢別人口 南区” (XLS). 2017年10月8日閲覧。
8. ↑  名古屋市役所総務局企画部統計課統計係 (2012年6月29日). “平成22年国勢調査　名古屋の町(大字)別・年齢別人口 南区” (XLS). 2017年10月8日閲覧。
9. ↑  名古屋市役所総務局企画部統計課統計係 (2017年7月7日). “平成27年国勢調査　名古屋の町(大字)別・年齢別人口” (XLS). 2017年10月8日閲覧。
10. ↑  “市立小・中学校の通学区域一覧”.   名古屋市 (2018年11月10日). 2019年1月14日閲覧。
11. ↑  “平成29年度以降の愛知県公立高等学校（全日制課程）入学者選抜における通学区域並びに群及びグループ分け案について”.   愛知県教育委員会 (2015年2月16日). 2019年1月14日閲覧。
12. ↑  “郵便番号簿 2018年度版” (PDF).   日本郵便. 2019年4月23日閲覧。

### 文献
1. 1 2  名古屋市計画局 1992, p. 850.
2. 1 2 3 4 5 6 7  「角川日本地名大辞典」編纂委員会 1989, p. 1546.
3. ↑  名古屋市計画局 1992, p. 591.
4. 1 2 3  名古屋市計画局 1992, p. 851.